# Amara (popor)

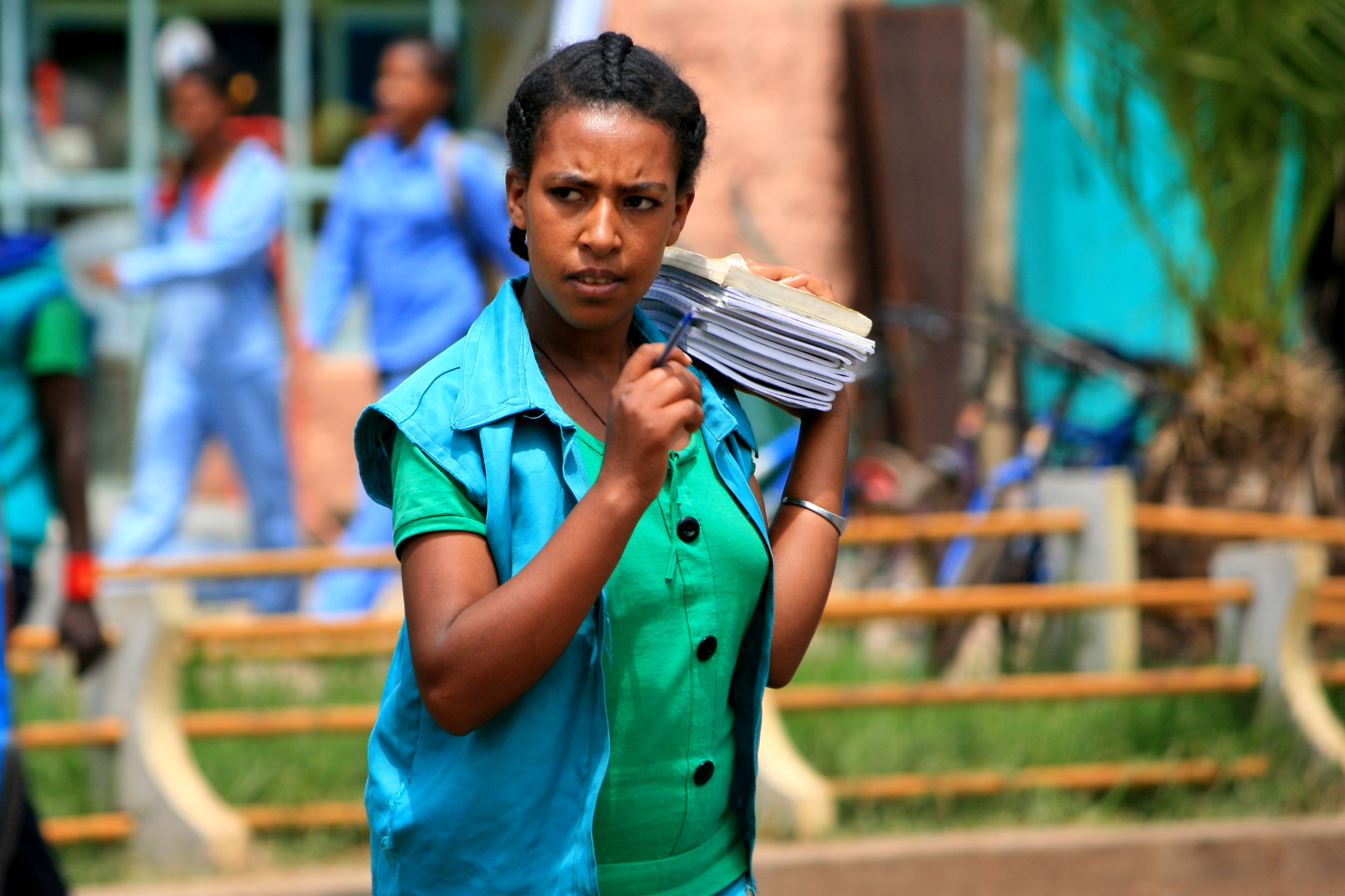
Studentă amarană

Poporul amara sau amhara (în amharică አማራ, Āmara; în gî'îz አምሐራ, ʾÄməḥära) este un grup etnic vorbitor de o limbă semitică nativi tradiționali în părțile de nord-vest al platoului Etiopiei, în special în Statul Amhara. Conform recensământului național din 2007, amarenii sunt în număr de 19.867.817, reprezentând 26,9% din populația Etiopiei și sunt în mare parte creștini ortodocși membri ai Bisericii Ortodoxe Etiopiene. Aceștia se găsesc, de asemenea, în diaspora etiopienă, în special în America de Nord. Aceștia sunt vorbitorii nativi ai limbii amharice, o limbă afro-asiatică, parte a ramurii semitice, membră a grupului etiosemitic, care servește ca limbă oficială a Etiopiei.